# Avignon-pavedømmet
Avignon-pavedømmet er den perioden i Den katolske kirkes historie, hvor paven havde sæde i Avignon i stedet for i Vatikanet i Rom. Dette foregik mellem 1309 og 1377.
Følgende 7 paver (alle franske) havde sæde i Avignon:
- Pave Clemens 5.: 1305–1314
- Pave Johannes 22.: 1316–1334
- Pave Benedikt 12.: 1334–1342
- Pave Clemens 6.: 1342–1352
- Pave Innocens 6.: 1352–1362
- Pave Urban 5.: 1362–1370
- Pave Gregor 11.: 1370–1378

I 1378 flyttede Gregor 11. pavesædet tilbage til Rom og døde der. På grund af strid under det påfølgende pavevalg, placerede nogle kardinaler modpaver i Avignon:
- Clemens: 1378–1394
- Benedikt 13.: 1394–1423 (udvist fra Avignon i 1403)

Dette var en vanskelig periode, og bliver kaldt Det vestlige skisma.
Pavens ejendomme omfattede land omkring Avignon (Venaissin) og et lille område længere mod øst. De blev overdraget den franske stat under den franske revolution i 1791.